# Glenn Watkins
Pour les articles homonymes, voir Watkins.
Glenn E. Watkins, né le 30 mai 1927 et mort le 19 juin 2021, est professeur émérite d'histoire de la musique et musicologue à l'Université du Michigan, spécialiste de l'étude de la Renaissance et de la musique du XXe siècle.

## Biographie
Né à McPherson au Kansas, Watkins a servi dans l'armée des États-Unis de 1944 à 1946. Pendant cette période, il a été inscrit dans le programme du génie de l'Université d'Oklahoma, suivant les programmes de langue japonaise à l'Université de Pennsylvanie et l'Université du Minnesota. Il est resté en poste à Tokyo comme traducteur pour les forces alliées sous le commandement du général MacArthur. En 1947, une courte période d'études à l'Université du Texas le fait s'orienter vers la musicologie sur les conseils de son professeur d'orgue, Helen Hewitt.
Il reçoit son diplôme de Bachelor of Arts en 1948 et soutient sa thèse de doctorat en 1949, à l'Université du Michigan, à quoi vient s'ajouter son Ph.D. de l'Eastman School of Music (Université de Rochester) en 1953. Watkins obtient une bourse d'état pour étudier à Londres et Oxford en 1953 et 1954. De passage à Paris en 1956, il étudie l'orgue avec Jean Langlais, et suit des cours d'analyse musicale avec Nadia Boulanger. Il interprète alors le concerto pour orgues, timbales et cordes de Francis Poulenc en présence du compositeur. Sa carrière de professeur commence à l'Université d'Illinois de 1954 à 1958, puis en Caroline du Nord jusqu'en 1963. Il retourne ensuite à l'Université du Michigan, où il enseigne jusqu'à sa retraite en 1996.

## Récompenses
Watkins a publié de nombreux articles de critiques et d'éditions. Avec Wilhelm Weissmann, il est le coéditeur des œuvres complètes de Carlo Gesualdo. Son étude critique de ce compositeur, Gesualdo: L'homme et sa musique (1973), présentée avec une préface enthousiaste d'Igor Stravinsky, obtient le prix national du livre en 1974. Il a été traduit en hongrois en 1980 et en allemand en 2000. Une deuxième édition revue anglaise a été publiée en 1991. En 2005, il a reçu le Premio Internazionale Carlo Gesualdo et a été élu membre honoraire de la Société de musicologie américaine.

## Contributions musicologiques
Les éditions de Watkins des madrigaux de Carlo Gesualdo et Sigismondo d'India ont servi pour l'enregistrement de ces œuvres par de nombreux groupes internationaux tels que le Deller Consort, le Consort of Musicke, les Tallis Scholars, La Venexiana, Le Quintette Kassiopeia, et Les Arts Florissants de William Christie.
Son texte Sondages (1988) offre un aperçu synthétique de la musique du XXe siècle, et son livre Pyramides du Louvre (1994) soutient l'idée du collage comme fondement d'un modernisme musical et un catalyseur pour l'expression du postmodernisme. Un autre livre de Watkins, Preuve dans la nuit : la musique et la Grande Guerre (2003), étudie les rôles variables de la musique au cours de la Première Guerre mondiale, principalement sous l'angle des nations alliées face à l'hégémonie musicale allemande.
Son ouvrage le plus récent, Le sortilège Gesualdo (2010) retrace non seulement la reconnaissance accordée à un prince de la Renaissance de son temps au début du XXIe siècle, mais le place dans le contexte de débats et controverses historiographiques toujours en cours.
Watkins a donné de nombreuses conférences en Amérique pour les universités, les orchestres et les organisations artistiques. Son intérêt conjugué pour la fin de la Renaissance et le XXe siècle se reflète dans de nombreux articles écrits à l'occasion de conférences internationales ainsi que dans des projets de firmes discographiques (Columbia, Nonesuch, Pye, L'Oiseau-Lyre, Harmonia Mundi, Glossa et Deutsche Grammophon) ou pour des chaînes de télévision anglaises, allemandes et italiennes.

## Publications
- Gesualdo: The Man and His Music. 2nd edition. Oxford, 1991.  (ISBN 0-19-816197-2), 1974
- Soundings: Music in the Twentieth Century, 1988, 1995.  (ISBN 0-02-873290-1)
- Pyramids at the Louvre. Music, Culture, and Collage from Stravinsky to the Postmodernists, 1994.  (ISBN 978-0-674-74083-9)
- Proof through the Night: Music and the Great War, 2002.  (ISBN 0-520-23158-9)
- (en) Glenn Watkins, The Gesualdo Hex : music, myth, and memory, New York, W. W. Norton, 2010, 384 p. (ISBN 978-0-393-07102-3)[3].

## Source
- (en) Cet article est partiellement ou en totalité issu de l’article de Wikipédia en anglais intitulé « Glenn Watkins » (voir la liste des auteurs).